# Aushis
Pour les articles homonymes, voir Aushi.
Les Aushis (ou Baushis ou Ushis) sont un peuple d'Afrique centrale, surtout présent dans l'extrême sud-est de la République démocratique du Congo, ainsi que de l'autre côté de la frontière, en Zambie.

## Langue
Leur langue est l'aushi, une langue bantoue dont le nombre de locuteurs était estimé à 95 000 en Zambie en 2000.